# Isoyvesia striata
Isoyvesia striata is een pissebed uit de familie Microcerberidae. De wetenschappelijke naam van de soort is voor het eerst gepubliceerd in 1973 door Coineau & Botosaneanu. De originiele combinatie, een basioniem, is Yvesia striata.